# Miss Amapá 2017
Miss Amapá 2017 foi a 51ª edição do tradicional concurso de beleza feminina de Miss Amapá, válido para o certame nacional de Miss Brasil 2017, único caminho para o Miss Universo. O concurso contou com a participação de dez (10) candidatas em busca do título que pertencia à macapaense Joely Teixeira, vencedora do título no ano passado. Coordenado há nove anos pela modelo e empresária Enyellen Sales, o concurso se realizou no dia 12 de Julho no Ceta Ecotel, em Macapá.

## Resultados

### Colocações
| Posição   | Município e Candidata                |
| Vencedora | - Laranjal do Jari - Jéssica Pachêco |
| 2º. Lugar | - Calçoene - Jennifer Pinheiro       |
| 3º. Lugar | - Macapá - Mikaella Pinheiro         |
| 4º. Lugar | - Santana - Hellen Ceza              |
| 5º. Lugar | - Tartarugalzinho - Jacqueline Lima  |

## Candidatas
Disputaram o título este ano: 
- Amapá - Gleisiane Sampaio

- Calçoene - Jennifer Pinheiro

- Ferreira Gomes - Thalia Bastos

- Laranjal do Jari - Jéssica Pachêco

- Macapá - Mikaella Pinheiro

- Mazagão - Naudima Duarte

- Oiapoque - Fabiana Monteiro

- Porto Grande - Géssica Alfaia

- Santana - Hellen Ceza

- Tartarugalzinho - Jacqueline Lima

## Dados das candidatas
Informações fornecidas pela própria organização:
| Amapá Gleisiane tem 25 anos e 1.75m de altura. Calçoene Jennifer tem 22 anos e 1.70m de altura. Ferreira Gomes Thalia tem 19 anos e 1.80m de altura. Laranjal do Jari Jéssica tem 25 anos e 1.75m de altura. Macapá Mikaella tem 18 anos e 1.73m de altura. | Mazagão Naudima tem 22 anos e 1.73m de altura. Oiapoque Fabiana tem 19 anos e 1.68m de altura. Porto Grande Géssica tem 22 anos e 1.68m de altura. Santana Hellen tem 18 anos e 1.85m de altura. Tartarugalzinho Jacqueline tem 21 anos e 1.85m de altura. |

## Crossovers
Candidatas em outros concursos:

### Outros
Rainha das Rainhas do Amapá
- 2017: Laranjal do Jari - Jéssica Pachêco (Vencedora) [4]
  - (Representando o Piratas da Batucada)

Rainha da 51ª Expofeira Agropecuária
- 2015: Calçoene - Jennifer Pinheiro (Vencedora) [5]
  - (Representando o Macapá Hotel)